# Maria Zofia Czartoryska
Nữ bá tước Maria Zofia Czartoryska nhũ danh Sieniawska (15 tháng 4 năm 1699 – 21 tháng 5 năm 1771) là một nữ quý tộc người Ba Lan. Khi sinh ra, bà là thành viên của gia tộc Sieniawski quyền lực và sau khi kết hôn, bà lần lượt theo Gia tộc Dönhoff và Gia tộc Czartoryski.

## Thời trẻ
Nữ bá tước Maria Zofia là con gái của Bá tước Adam Mikołaj Sieniawski và Công chúa Elżbieta Lubomirska.

## Cuộc hôn nhân đầu tiên
Bà kết hôn lần đầu với Bá tước Stanislaus Ernst von Dönhoff vào năm 1724.  Bà là người vợ thứ hai của ông ta. Trước đây ông đã kết hôn với em họ của mình, Nữ bá tước Johanna Katharina von Dönhoff (1686-1723). Con gái riêng của Maria Zofia là Nữ bá tước Konstanza von Dönhoff, người về sau sẽ kết hôn với Hoàng tử Janusz Aleksander Sanguszko.

## Di sản
Sau khi cha qua đời vào năm 1726, Maria Zofia được thừa kế các điền trang Ruthenian của ông bao gồm 35 thị trấn, 235 ngôi làng và pháo đài Berezhany, bà cũng là người thừa kế duy nhất tài sản của người chồng đầu tiên và tài sản của mẹ mình.

## Cuộc hôn nhân thứ hai
Trong số các ứng cử viên mong muốn được lọt vào mắt xanh của bà, một trong những phụ nữ giàu có nhất châu Âu thời bấy giờ, có Thái tử Charles de Bourbon-Condé, Bá tước xứ Charolais, người rất được nước Pháp ủng hộ (Louis XV thậm chí còn mời Maria Zofia đến Versailles), chàng trai người Bồ Đào Nha Dom Manuel de Bragança được ủng hộ bởi Habsburgs (được đề xuất làm Vua tiếp theo của Ba Lan, do các nguyên tắc của Hiệp ước Löwenwolde).  Ngoài ra còn có Jan Klemens Branicki, Franciszek Salezy Potocki, Jan Tarło và August Aleksander Czartoryski. Czartoryski cuối cùng đã giành được trái tim người đẹp sau một loạt cuộc đấu tay đôi và hùng biện. Chiến thắng này của ông có được còn nhờ có sự ủng hộ của Augustus II, do ông này quá sợ hãi trước sự gia tăng quyền lực của các đối thủ của mình.  Bà kết hôn với August Aleksander Czartoryski vào ngày 17 tháng 7 năm 1731 tại Warsaw. 